# 高木三四郎
髙木 三四郎（たかぎ さんしろう、1970年1月13日 - ）は、日本の男性プロレスラー、実業家。血液型A型。DDTプロレスリング所属。本名：髙木 規（たかぎ ただし）。大阪府豊中市出身。
DDTプロレスリングとプロレスリング・ノアを傘下に持つ株式会社CyberFight（サイバーファイト）の元代表取締役社長で、2025年現在は取締役副社長。また日本プロレスリング連盟代表理事も務める。

## 来歴
高木の幼少期は、テレビ好きで活発な性格の子供であった。ある日父親が勤務するテレビ局のスタジオを訪れた際、制作現場に触れ、その裏方の世界に強く魅了されるようになったという。
また「オープンタッグ選手権」のザ・ファンクスvsアブドーラ・ザ・ブッチャー&ザ・シーク戦をきっかけとしてプロレスに興味を持ち、教室ではプロレスごっこをしていた。この頃から将来の夢はプロレスラーになることであったという。
関西大倉高校に進学した際にはプロレス好きの部員ばかりであった柔道部に入部した。顧問の先生が老齢で休みがちなことをいいことに柔道部では好き勝手していたといい、柔道の受け身などをロクにやらず、バックドロップやブレーンバスターで投げられることでバンプを身に着けていった。柔道場での練習はプロレス技ばかりであり、部は柔道部を装ったプロレス部というべき様相を呈していた。実際に柔道の昇段試験で高木はバックドロップを決めて一本勝ちしている。
高校卒業後は駒澤大学に進んだが、駒大には学生プロレス部がなく、代わりにプロレス観戦を熱心に行った。1988年、新生UWFが旗揚げした春に、当日券狙いで前日の夕方から後楽園ホールの外へ並んでチケットを買ったこともある。この時一緒に徹夜したのが中島修明（元DDTスタッフ）である。
しかし大学3年生の頃にはプロレス熱が冷め、幼少期のテレビっ子ぶりが姿を見せるようになった。東京へ行ったらテレビに出たいとの願望があった高木は、大学の「テレビ番組研究会」に入会したのがきっかけでスタジオ観覧者やエキストラを派遣するようになる。さらに麻布十番の「マハラジャ」でのディスコパーティーへの参加がきっかけで、自身の手で一体になって盛り上がるイベントを開催したいと思いが現れ、最終的には在学中に芝浦で手がけたイベントで3,000人の集客に成功する。
次々とイベントを成功させた高木は、どのディスコに行ってもVIPルームに通され、大手テレビ局のプロデューサーや芸能関係者からも一目置かれる存在となっていた。この頃の経験から、プロデュース力、イベント成功のノウハウ、さらには観客論といったのもを学んだという。また後に高木は、当時ジュリアナ東京でイベントを開催した経験などが、DDTが映像を用いた演出をいち早く取り入れた団体になったことに繋がったと語っている。
このままイベント業界に進むかと思われていた高木は、ブレーメン大島に出会い横浜市鶴見区の屋台村・ヨンドンで定期的に行われていた屋台村プロレスの広報スタッフとしてプロレスに携わることになる。1994年3月に大学を卒業、同年8月にIWA格闘志塾に入門し、屋台村プロレスに参加。屋台村プロレスで試合をしており、12月31日の鴨井長太郎との試合でデビューを果たしているが、屋台村プロレスは正式な記録を取っていないため、正式デビューは翌1995年2月16日のPWC渋谷大会におけるトラブルシューター・コウチ（現：高智政光）とされていることが多い。屋台村でデビューしてからも、イベント活動は続けていたが、サークル仲間からは「高木さん、なんでプロレスなんかやるんですか?そんなの儲からないじゃないですか。何千人と集めることができる高木さんが屋台村なんてところで酔っ払い相手にプロレスって…」と呆れられていた。金銭的にも居心地の良さ的にもイベントプロデューサーの道を選択した方が賢明なのは明白であったが、これに関して高木は「あとは…本当に意地だけでしたね。認められていないという現実が悔しくて。イベントとかディスコに行けばVIPルームに通されていた自分がプロレス界では一兵卒で、業界からも同業者からも黙殺されて。それって、俺の人生ではないな…との思いが強かったんです」と答えている。
1996年にPWCへ移籍するも、すぐにフリーとなる。この年、第41回衆議院議員総選挙に神奈川県第9区から、本名の高木規として自由連合公認で立候補するも、5人中最下位で落選する（2,788票で供託金没収。この時の選挙ポスターは、ハードコア戦で「精神的な凶器」として使われる事がある）。
1997年にDDTプロレスリングの旗揚げに参加、以降エースとして団体を盛り上げる。
2000年12月14日、KO-D無差別級王座を獲得。2003年1月31日、KO-Dタッグ王座獲得（パートナーは橋本友彦）。
2004年1月、加代子夫人と結婚。加代子夫人は両国ピーターパン2017のウェポンランブルとして登場し、高木にムーンサルトプレスを決めている。
2006年1月29日に社長争奪ロイヤルランブルを制し、DDTの社長に就任。以後は「大社長」の肩書きで、DDTの成長に力を注いだ。鈴木健想（現KENSO）と電流爆破マッチを敢行する。
2008年4月、初の著書「俺たち文化系プロレスDDT」（太田出版）を出版。そのプロモーションとして東京・中井の伊野尾書店にて飯伏幸太を相手に「本屋プロレス」を行う。
2008年12月、後楽園大会でHARASHIMAを相手にKO-D無差別級選手権を防衛した直後、翌2009年8月にDDT初の両国国技館大会開催を発表。「自分たちのなかで限界を作ってたんじゃないのか？そんなことやったって上に行けないんだよ！限界を作ってたらなにもできないよ！」と団体創設以来初のビッグマッチ開催への意気込みをマイクで語った。
2009年8月、DDT初の両国国技館大会「両国ピーターパン 〜大人になんてなれないよ〜」を開催。8865人（超満員札止）の観衆を集め、見事成功を収める。この年米国のプロレス業界紙「レスリング・オブザーバー」のレスリング・オブザーバ・アワード2009のベストプロモーター部門第2位に選ばれた。
2010年2月11日KO-Dタッグ獲得。パートナー澤宗紀の意向により初防衛戦をスポンサーの工場（宮地エンジニアリンググループ）で行い防衛成功（vs GENTARO・中澤マイケル）。試合後、対戦相手のGENTAROから、「葛西純どころじゃねぇ！本物のキチ○イだよ！」と言われた。
2010年9月26日、マッスル坂井との引退セレモニーランブル（敗者は即日引退）に敗れ、現役引退。同時に、翌日の現役復帰を宣言。
2010年10月7日、DDT48総選挙結果発表の場において、同年12月をもって傘下団体のユニオンプロレスに移籍することを発表。ユニオンへは「TKG48」として乗り込む。その後、2011年限りでDDT社長として「武道館ピーターパン」の準備に集中するためユニオンでの活動を休止し、TKG48も解散。
2012年からは、社長であるにもかかわらず「DDTには反体制が足りない」と宣言。「反体制軍」を結成し、DDTゼネラルマネージャーの鶴見亜門と対立。その後反体制軍は「nWJ(new World Japan)」に発展。高木曰く「日米の反体制ユニット、維新軍とnWoをミックスしたユニット」。最高顧問には、元WJプロレスの永島勝司を迎えた。現在は、大鷲透・平田一喜と共に3人組ユニット『T2ひー』の一員として活動中。
2015年5月5日、WRESTLE-1の最高経営責任者に就任、2017年4月まで勤めた。
2018年4月1日、後楽園ホールで行われた「April Fool 2018」の「敗者追放マッチ」でDDTプロレスリングを追放される。
2020年1月29日、プロレスリング・ノアを運営するノア・グローバルエンタテインメントの社長に就任したことが発表された。
2020年9月1日、DDTプロレスリングとノア・グローバルエンタテインメントの経営統合により設立された新会社・株式会社CyberFight発足に伴い、引き続き同社の代表取締役社長に。
2023年9月18日には東京から名古屋に向かう新幹線のぞみ号の車両内で鈴木みのると対戦。「新幹線プロレス」と銘打ったこの試合は、ABCやBBCといった主要海外メディアで取り上げられるなど反響を呼んだ。
2024年1月3日、後楽園ホールで行われたDDTの興行の中で、同年7月21日の両国国技館大会を最後にプロレスラーとしての活動を休止し、経営に専念することを発表した。背景には自身の体調不良と、経営面での後継者育成という2つの問題があり、これらをクリアした際にはプロレスラーに復帰したいと語っている。同年5月、CyberFightの社長を退任し副社長に退く。
2025年1月、同月に正式に社団法人化された日本プロレスリング連盟の代表理事に就任した。同年は自身のデビュー30周年にあたることから、「30周年プロジェクト」として3月に「NEVER SAY NEVER」、4・6月には「M&Aプロレス」を開催。8月には「超日本プロレス」を開催したほか、自身の体調が回復傾向にあることから、10月の「超日本プロレス」第2戦でエキシビションマッチながら限定復帰する意向を明らかにしている。

## 人物
- 文化系の発想を基に様々な分野、角度からプロレスに光を当て、情報を発信し続けることによって、団体の知名度と規模を拡げることに成功する。「ドロップキック」「フレンチカレーミツボシ」「エビスコ酒場」といった飲食店経営や「ベストストレッチ」といったストレッチ専門店のジャンルにも乗り出すなど、業界屈指のアイディアマンである（飲食店店長は主に所属選手。試合のない日は選手が店員として働いている。）。
- WWEのストーン・コールド・スティーブ・オースチンを誰よりも崇拝し、必殺技にもその影響が強い。かつてフジテレビで放送された『WWEスマックダウン』にレギュラー出演し、スタジオでの解説を務めた。またオースチンが初主演の映画『監獄島』が2009年に日本で公開されたときは、特別宣伝部長に就任している。他にもWWEの日本興行の際、スタッフの計らいで解説席からストーン・コールド本人とビールを飲み交わすなどしている。
- 家財道具（ロッカー等）を使ったハードコア戦が得意。
- 2008年の本屋プロレスを皮切りにリングを組まずにプロレスを行う「路上プロレス」をスタートさせ、DDTの名物興行にした。キャンプ場、商店街、商業ビル、公園、工場、遊園地、ロックフェス会場などで試合を行った。
- 大日本プロレスの伊東竜二とは、「恐妻同盟」という同盟を組んでいる。
- 小林まことの漫画「1・2の三四郎」シリーズからの影響を強く受けている。リングネームの高木三四郎は主人公「東三四郎」から名付け、DDT(Dramatic Dream Team)   の"ドリームチーム"は作中の団体名に由来する。
- 2012年にDDTが女子プロレス事業部「東京女子プロレス」を設立するに当たりかつて全日本女子プロレスで掲げていた「三禁」を提案した。
- 元AKB48の篠田麻里子のファン。
- 辛い物が苦手である。
- 高木三四ロビンや、高木三四ロビンセブンとしてウルトラマンロビンとタッグを組んでいた。
- 高木はお酒が強いと自信を持っているらしいが、以前女子プロレスラーの井上京子と飲み比べをした際にべろべろになってしまったそう。[13]
- アントニオ猪木の大ファン。

## 得意技
「和製ストーン・コールド」のイメージが強いが、基本的にはアメリカンスタイルの技が顕著である一方、耐死使用の破天荒なファイトが大きな魅力。リング以外にも、路上やドーム球場といった場面でもエンタメ的なプロレスを見せる時もある。
スタナー
高木のフィニッシャーで、肩に担ぎ上げてスタナーの体勢で落とす。コーナートップやラダーからの雪崩式などさまざまなバリエーションを持つ。
テキサスクローズライン
TKG
相手をジャーマンの姿勢でフェイスバスター。
たまに相手を失神させる。
マッケンロー
背後から相手の足首を狙ったラリアット。元は新日本プロレスの中西学の技。
クローズライン・フロム・ヘヴン
座り込んでいる相手へのダイビング・クローズライン。2009年6月から使用。
三四郎スタナー
三四郎スタナー2000（ダブルアームフェイスバスター）
ダブルアーム式の三四郎スタナー。
三四郎ボトム
旋回式のロックボトム。
三四郎ダスト
コーナーに座った状態で相手をドラゴン・スリーパーで捕らえ、前方回転してのスタナー。
三四ロック
変型クリップラー・クロスフェイス。
デンジャラス・ドラゴン・スリーパー・タカギ（DDT）
キャメルクラッチの体勢でのドラゴン・スリーパー。
サンダーファイヤーパワーボム
テキサスクローバーホールド
ファイナルアンサー?
肩車で抱え上げ、自らも前方に倒れて相手をうつ伏せの状態で叩き落とす。
シットダウンひまわりボム
肩車した相手の向きを180度回転させてシットダウンパワーボムで落とす。最近はこの技で勝利することが多いが、本来は旭志織の技である。
スピコリドライバー
2008年秋頃から使い始める。横抱き状態から軽くホイップして担いだり、二人まとめてや寝技をかけられまま持ち上げるなど力業で仕掛けることが多い。
ぶっこ抜き雪崩式ブレーンバスター
セカンドコーナーからエプロンサイドにいる相手を捕まえて、リング内へ強引に投げ飛ばす。
リバーススプラッシュ
ドラゴンリングイン
藤波辰爾とは違い、必ずコーナーポストに登ったりタッチ直後でないときにも無意味に登り、着地後にドロップキックを放つ。
黄金シャワー
澤宗紀との合体技。飯伏幸太とケニー・オメガの「ゴールデンシャワー」と同型と思われるが、毎回阻止される。
ゆずポンキック
愛川ゆず季の必殺技だが、愛川本人のプロレスデビュー前から使用している。
最高の離婚
いわゆるアルゼンチンバックブリーカー。本人役で登場した同名のドラマで披露したのが名の由来。
カロリーメイトプレーン
リストロック式エアプレーンスピン。デイリーポータルZの「カロリーメイトをプロレス技にする」という企画から誕生。リストロック式に抱える事で、正面から見た図がプレーンの「P」の字に見えるという。

## 入場曲
- FIRE（3:46 "T.P.R." MIX）（Scooter）

## タイトル歴
DDTプロレスリング
- KO-D無差別級王座 : 6回（第4・10・12・20・27・39代）
- DDT EXTREME級王座 : 2回（第7・49代）
- KO-Dタッグ王座 : 4回
  - 第8代（パートナーは橋本友彦）
  - 第14代（パートナーは伊東竜二）
  - 第31代（パートナーは澤宗紀）
  - 第42代（パートナーは高尾蒼馬）
- KO-D6人タッグ王座 : 4回
  - 第6代（パートナーは大鷲透&曙）
  - 第14・21・23代（パートナーは大鷲透&平田一喜）
- KO-D8人タッグ王座 : 1回
  - 第4代（パートナーは力&納谷幸男&なべやかん）
- アイアンマンヘビーメタル級王座 : 計16回
  - 高木三四郎 : 12回（第56・58・60・62・68・99・244・734・999・1292・1572・1661・1704・1749代）
  - ウナギ・三四郎 : 2回（第1626・1628代）
- キング・オブ・ダーク王座 : 1回（第4代）
- 自由が丘広小路会認定6人タッグ王座 : 2回
  - 初代（パートナーはHERO!&三田英津子）
  - 第2代（パートナーはポイズン澤田JULIE&猪俣潤）
- 大中華統一中原タッグ王座 : 2回
  - 第19・21代（パートナーは澤宗紀）
- O-40王座 : 1回（初代）

その他
- バーブドワイヤーストリートファイト世界6人タッグ王座

## 著作
- 俺たち文化系プロレス DDT（2008年、太田出版）
- 年商500万円の弱小プロレス団体が上場企業のグループ入りするまで（2019年、徳間書店）

## メディア出演

### テレビ
- TBS系「SPEC〜警視庁公安部公安第五課 未詳事件特別対策係事件簿〜」 - 壬の回（第9話） ※役名無し、中澤マイケルとともに。
- 時々迷々「戦え！最強お父さん」（2011年、NHK教育）
- 月曜から夜ふかし（日本テレビ）
- 今、この顔がスゴい!（TBS系列）

### Webテレビ
- ぶらり路上プロレス（2016年12月 - 、Amazonプライム・ビデオ） - ぶらり旅人
- 偉大なる創業バカ一代（2017年6月11日、AbemaTV）[15]
- DDTの木曜TheNIGHT（2017年12月8日 - 、AbemaTV） - MC
- X The NIGHT 2周年記念SP（2018年4月29日、AbemaTV）[16]
- Merry ボートレース GRAND PRIX（2019年12月22日、AbemaTV）[17]
- 覆面D（2022年10月15日 - 、AbemaTV）[18]

### 映画
- シンクロニシティ（2011年、監督：田中情）
- 劇場版プロレスキャノンボール2014（2015年、監督：マッスル坂井、助監督：今成夢人、製作総指揮：高木三四郎）
- 劇場版 東京女子プロレス 爆音セレナーデ（2015年12月19日、監督：嵐山みちる）[19]
- 大怪獣モノ（2016年、監督：河崎実）